# بنجامين روبينز
بنجامين روبينز (بالإنجليزية: Benjamin Robins) (و. 1707 – 1751 م) هو رياضياتي، ومهندس بريطاني، ولد في باث، كان عضوًا في الجمعية الملكية، توفي عن عمر يناهز 44 عاماً، بسبب مرض معد.

## جوائز
حصل على جوائز منها:
- وسام كوبلي (1746)[9]
- زميل في الجمعية الملكية.

## روابط خارجية
- بنجامين روبينز على موقع الموسوعة البريطانية (الإنجليزية)